# Георги Ралев
Георги Христов Ралев, наричан Свекянчето или Скършения, е български революционер, крушевски войвода на Вътрешната македоно-одринска революционна организация.

## Биография
Ралев е роден в 1875 година в демирхисарското село Света, тогава в Османската империя, днес в Северна Македония. Присъединява се към редовете на ВМОРО и от 1902 година е четник при Велко Марков. През Илинденско-Преображенското въстание през лятото на 1903 година е войвода на милицията от родното си село в отряда на Иван Наумов Алябака.
След въстанието е четник при Гюрчин Наумов. В 1907 година отново като четник на Алябака участва в сражението при Ножот. След това става помощник на крушевския районен войвода Блаже Кръстев Биринчето. Загива в 1911 година в местността Водениците между селата Бучин и Света.
По време на Втората световна война при гробовете на Георги Ралев и четника му Кузман Ангелов са погребани български воини в Българското военно гробище в Света.